# HD192517
HD192517 — хімічно пекулярна зоря спектрального класу B3, що має видиму зоряну величину в смузі V приблизно  7,1.
Вона  розташована на відстані близько 1347,8 світлових років від Сонця.

## Пекулярний хімічний склад
Зоряна атмосфера HD192517 має підвищений вміст 
He
.